# Dinoprora stalidosena
Dinoprora stalidosena är en fjärilsart som beskrevs av Turner 1931. Dinoprora stalidosena ingår i släktet Dinoprora och familjen nattflyn. Inga underarter finns listade i Catalogue of Life.